# Chimarra mussaua
Chimarra mussaua là một loài Trichoptera trong họ Philopotamidae. Chúng phân bố ở miền Australasia.